# Kölliken
Kölliken là một đô thị ở huyện Zofingen, bang Aargau, Thụy Sĩ.

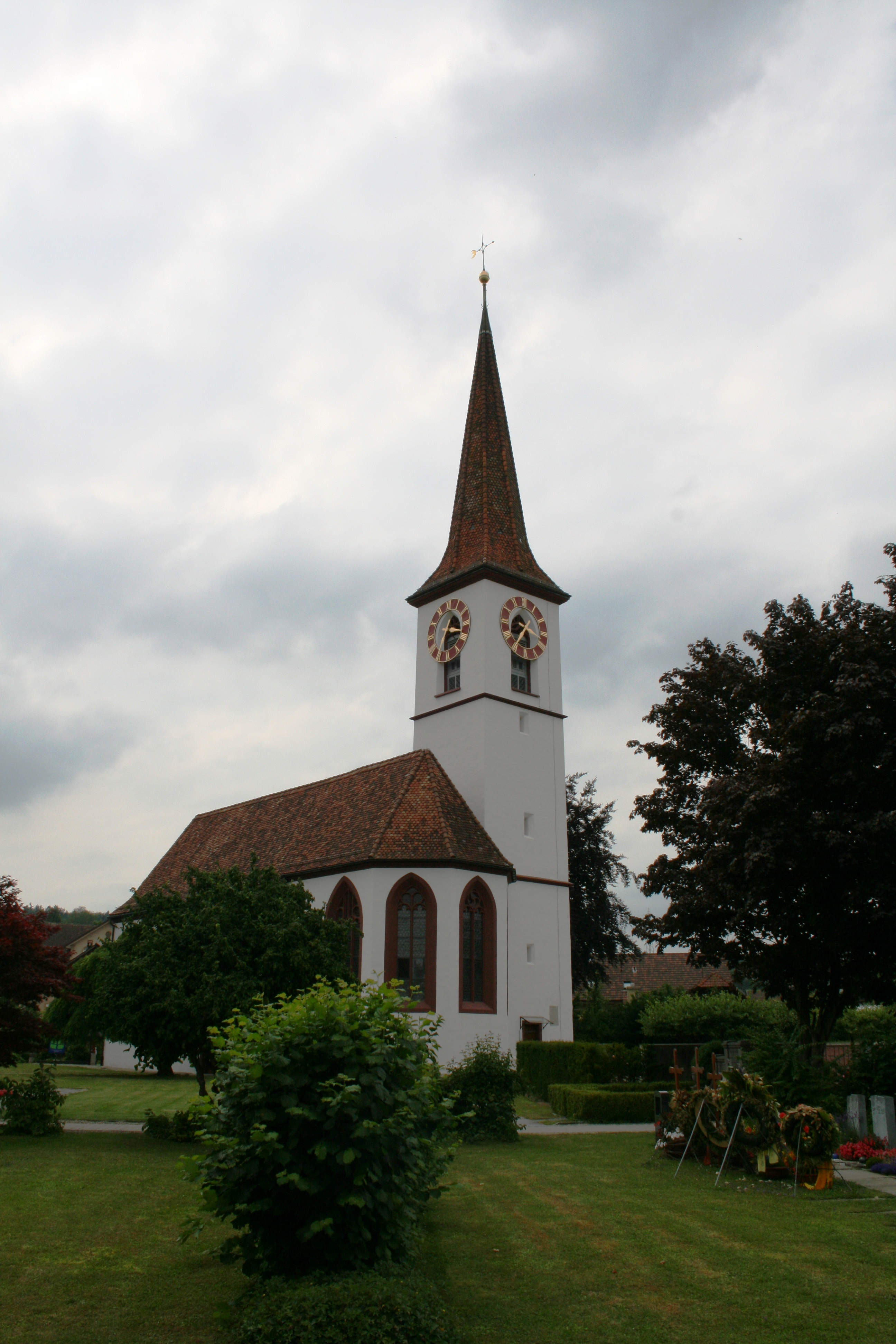
Prot. Church